# Svijany
Svijany (německy Swijan) jsou obec v okrese Liberec, ležící asi šest kilometrů západně od Turnova v blízkosti dálnice D10 z Prahy do Liberce. Řeku Jizeru, na jejímž pravém břehu se sídlo rozkládá, zde vedle zmíněné rychlostní silnice přemosťují i železniční trať 070 Praha – Turnov a silnice II/610. Žije zde 347 obyvatel. Katastrální území obce má rozlohu 269,62 ha.

## Historie obce
První zmínky o Svijanech jsou z roku 1345. Tehdy obec spadala pod cisterciácký klášter, který se nacházel v Mnichově Hradišti. V roce 1565 získal ves Jaroslav z Vartenberka a postavil zde renesanční zámek. Tím se staly Svijany centrem vlastního panství. Po smrti Jaroslava z Vartenberka získal Svijany Jáchym Ondřej Šlik. Po jeho popravě na Staroměstském náměstí v roce 1621 Svijany připadly Valdštejnům, kteří zde vládli až do roku 1814. Roku 1820 kupuje svijanské panství Karel Alain kníže z Rohanu který ho spojil s panstvím Sychrovským. Rohanové si jako sídlo vybrali kompletně rekonstruovaný Sychrovský zámek. Ze svijanského zámku se stal vrchnostenský úřad a ubytovna pro úředníky. Rohanové drželi svijanské panství do roku 1945. Za prusko-rakouské války roku 1866 byla o důležité přemostění Jizery v obci svedena bitva u Podolí. Od roku 1976 byly Svijany přiřazeny k obci Příšovice. Prvního září 1990 získaly opět svoji samostatnost.

## Pamětihodnosti

### Svijanský zámek
Svijanský zámek byl postaven před rokem 1565. Zámek častokrát měnil majitele a až v roce 1565, za držby pana Jaroslava z Vartenberka, došlo k velkým změnám v jeho vzhledu. Zámek se po konfiskacích dostal v 17. století do majetku Maximiliana Valdštejna. Po Valdštejnech vlastnili zámek Rohanové, za kterých byl přiřazen k panství Sychrov. Při posledních stavebních úpravách byla dána zámku fasáda, která kompletně smazala jeho renesanční podobu. V roce 1768 byla zámecká síň přestavěna v kapli a dostala výzdobu nástěnnými malbami, které jsou viditelné dodnes. Zanedbaný zámek dlouhodobě chátral. Po rekonstrukci a restaurování byl v létě 2016 zpřístupněn veřejnosti. Připravené expozice seznámí návštěvníky s cennými archeologickými nálezy z průběhu rekonstrukce zámku a terénních úprav v jeho bezprostředním okolí.

### Archeologická naleziště
- pohřebiště slezskoplatěnické kultury
- sídliště z pozdní doby bronzové a starší doby železné
- slovanské sídliště
- rovinné neopevněné sídliště

## Svijanské slavnosti
Tradiční akce Pivovaru Svijany a Obecního úřadu Svijanský Újezd se koná každoročně v areálu koupaliště ve Svijanském Újezdě. Je to jednodenní akce, kde si zábavu najdou jak dospělí, tak i děti. Pochopitelně si zde návštěvníci mohou ochutnat všechny druhy svijanského piva.

## Galerie

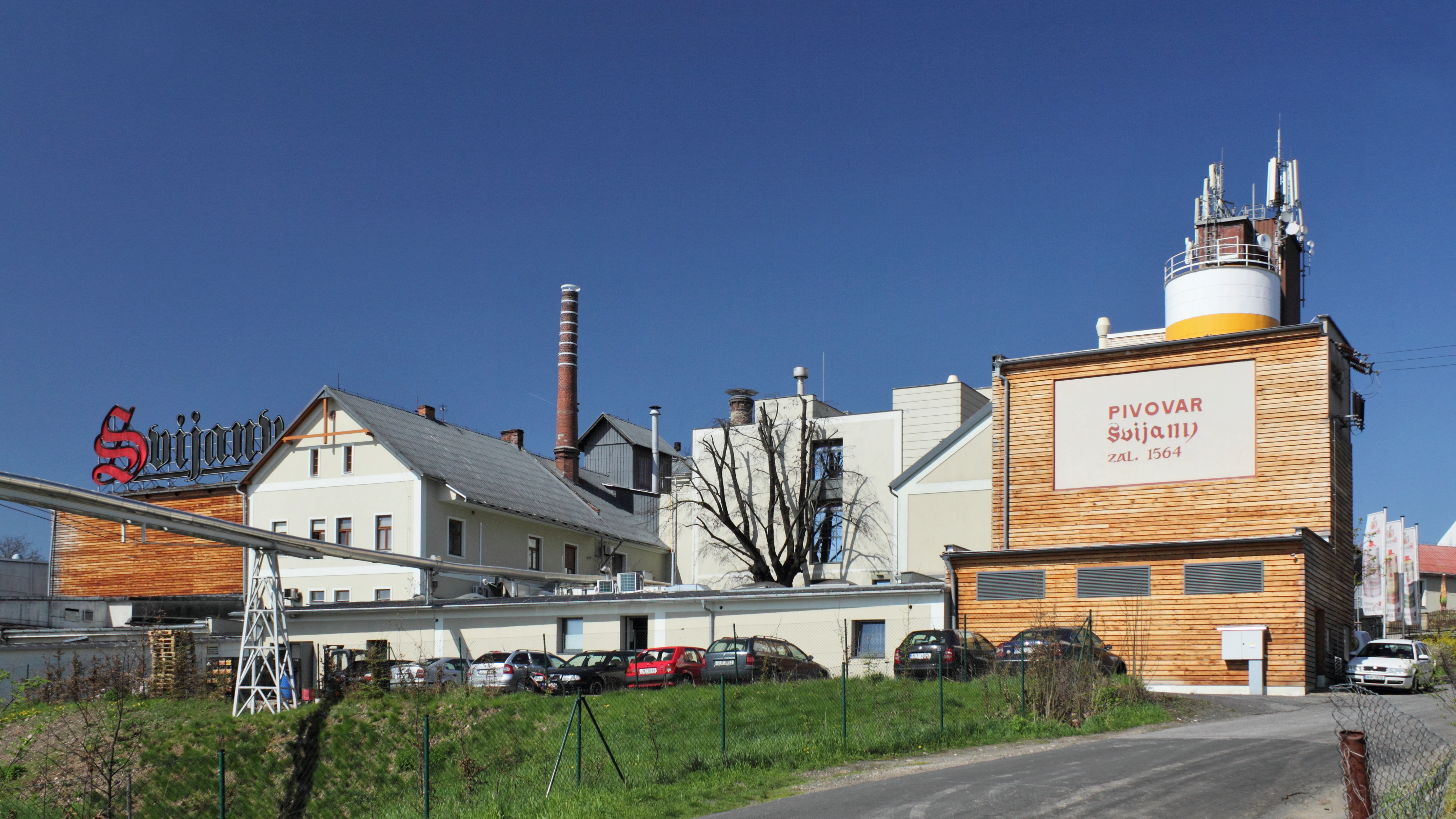
Pivovar Svijany
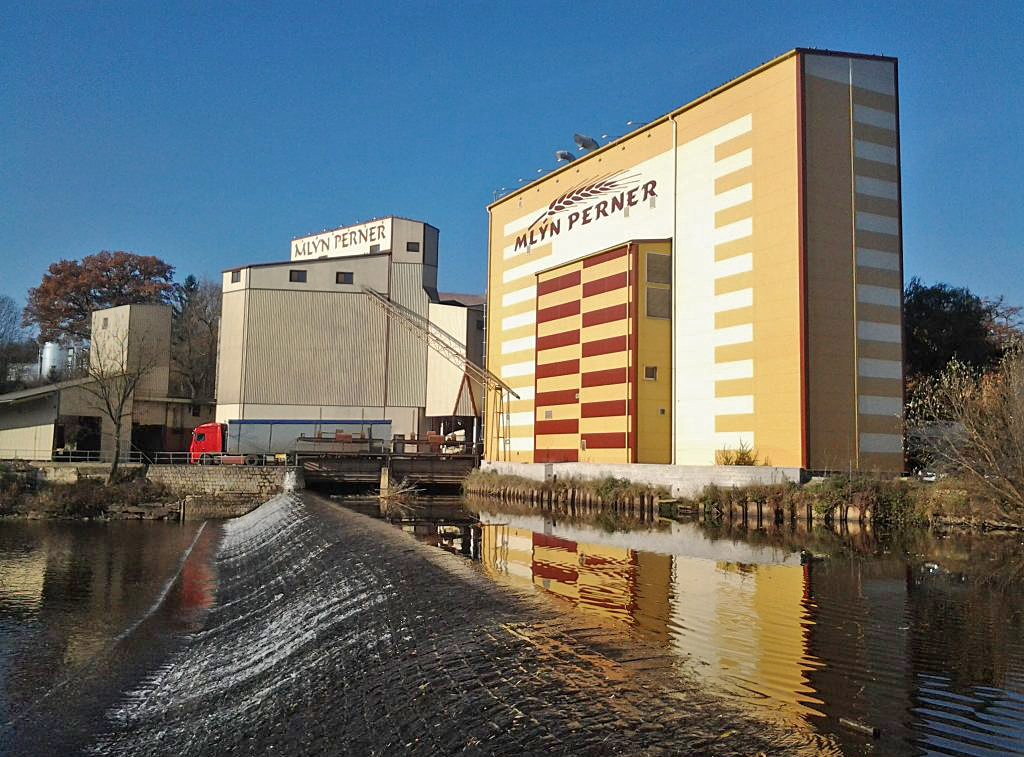
Mlýn Perner ve Svijanech
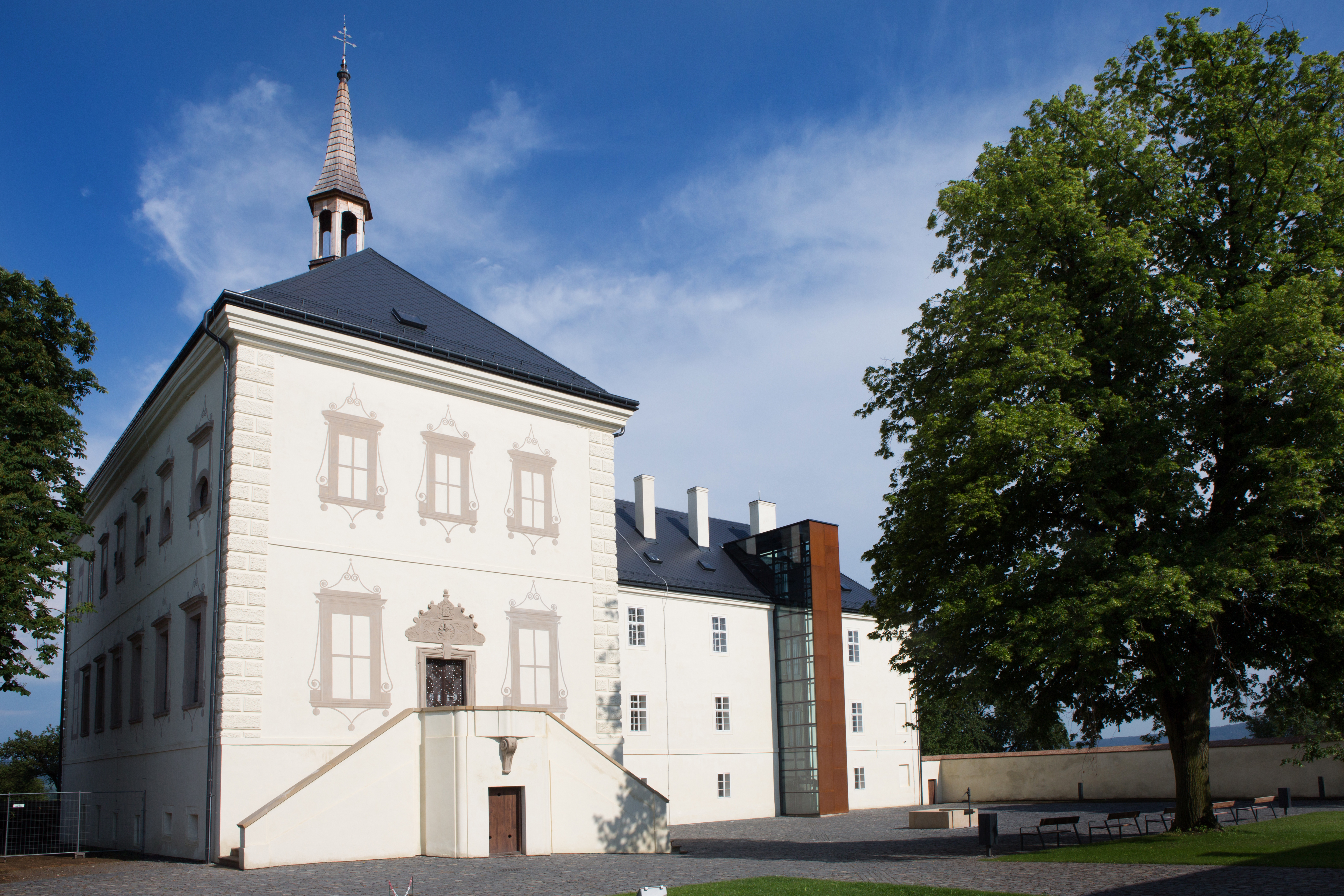
Zámek Svijany, pohled na kapli
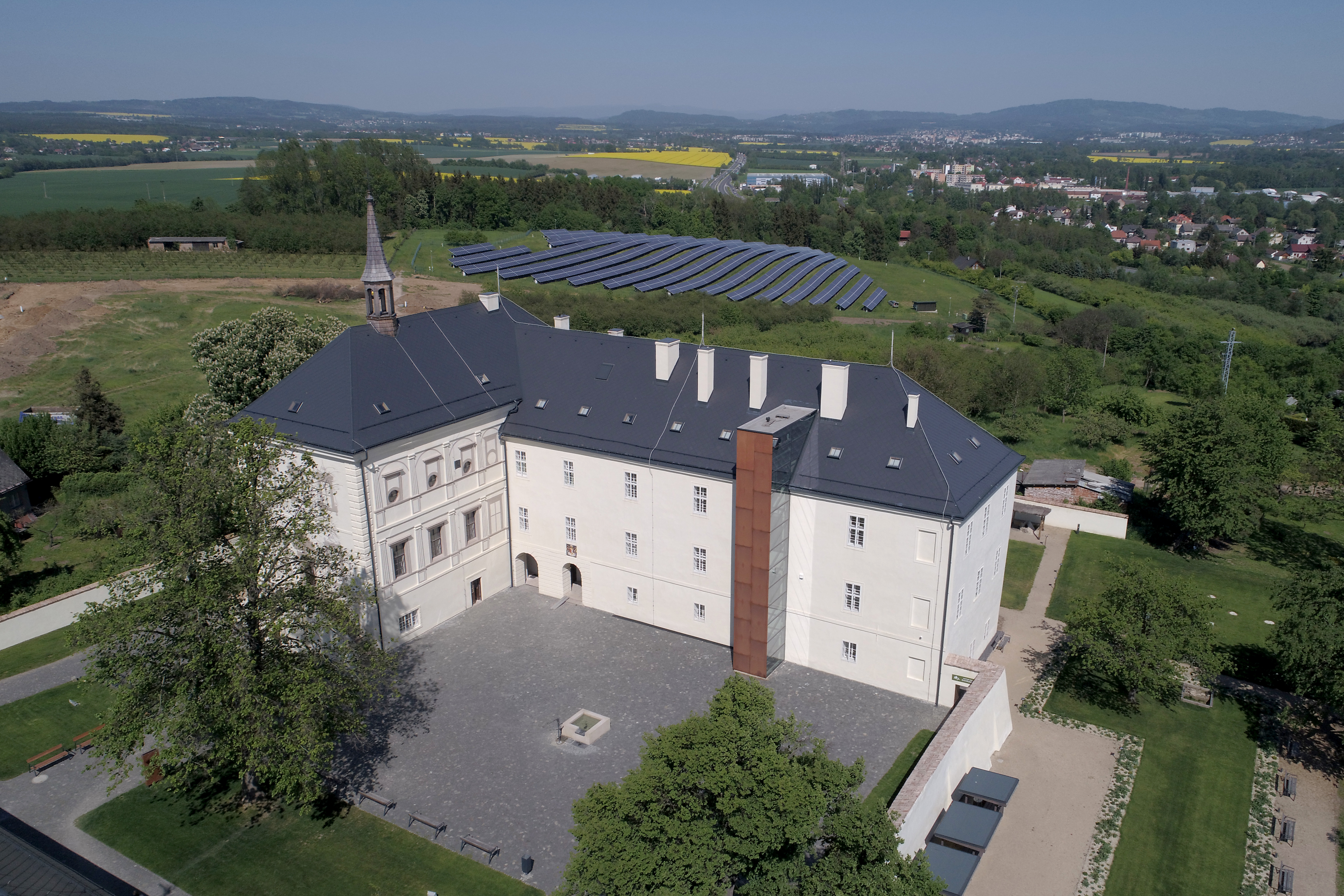
Zámek Svijany, letecky
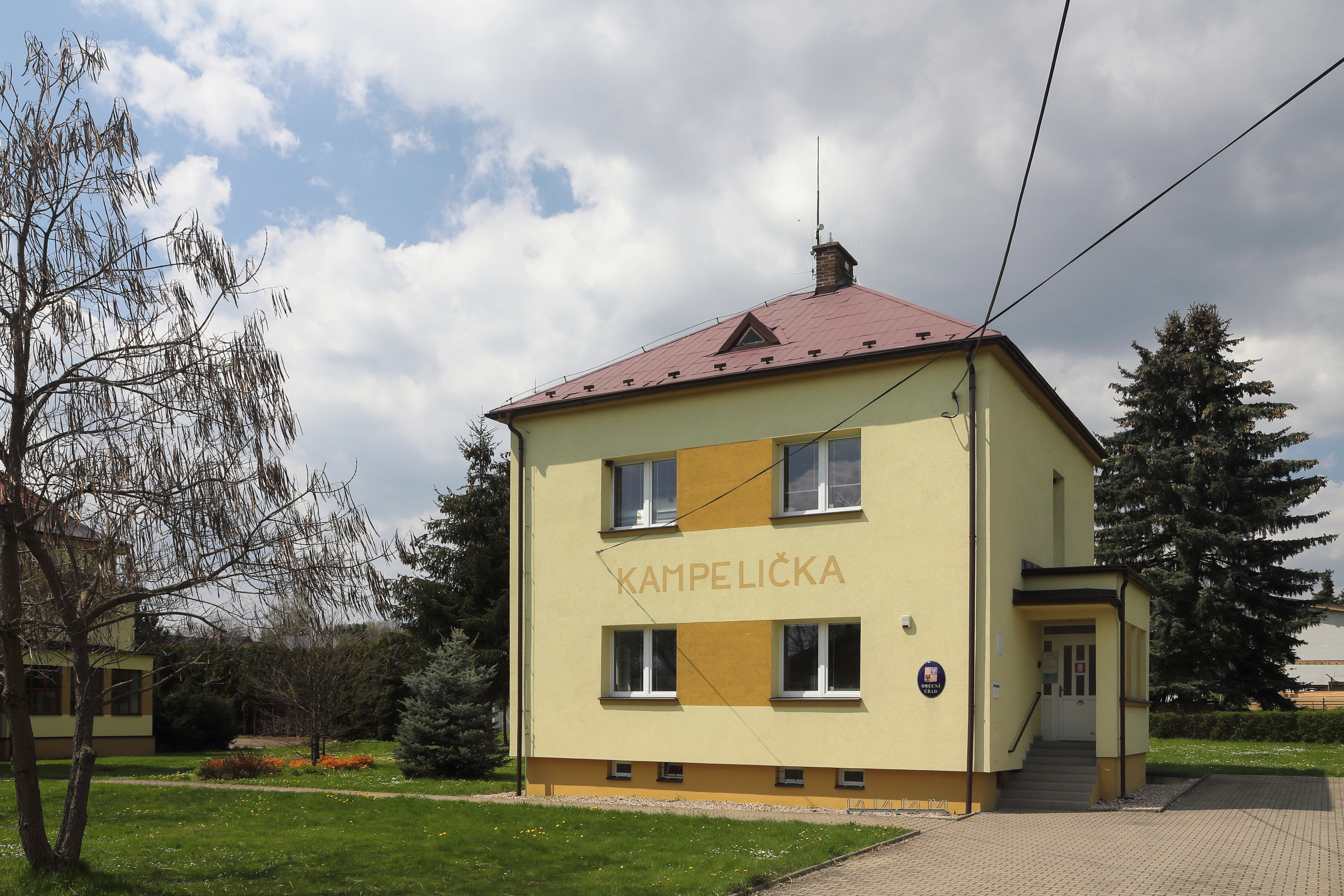
Obecní úřad Svijany
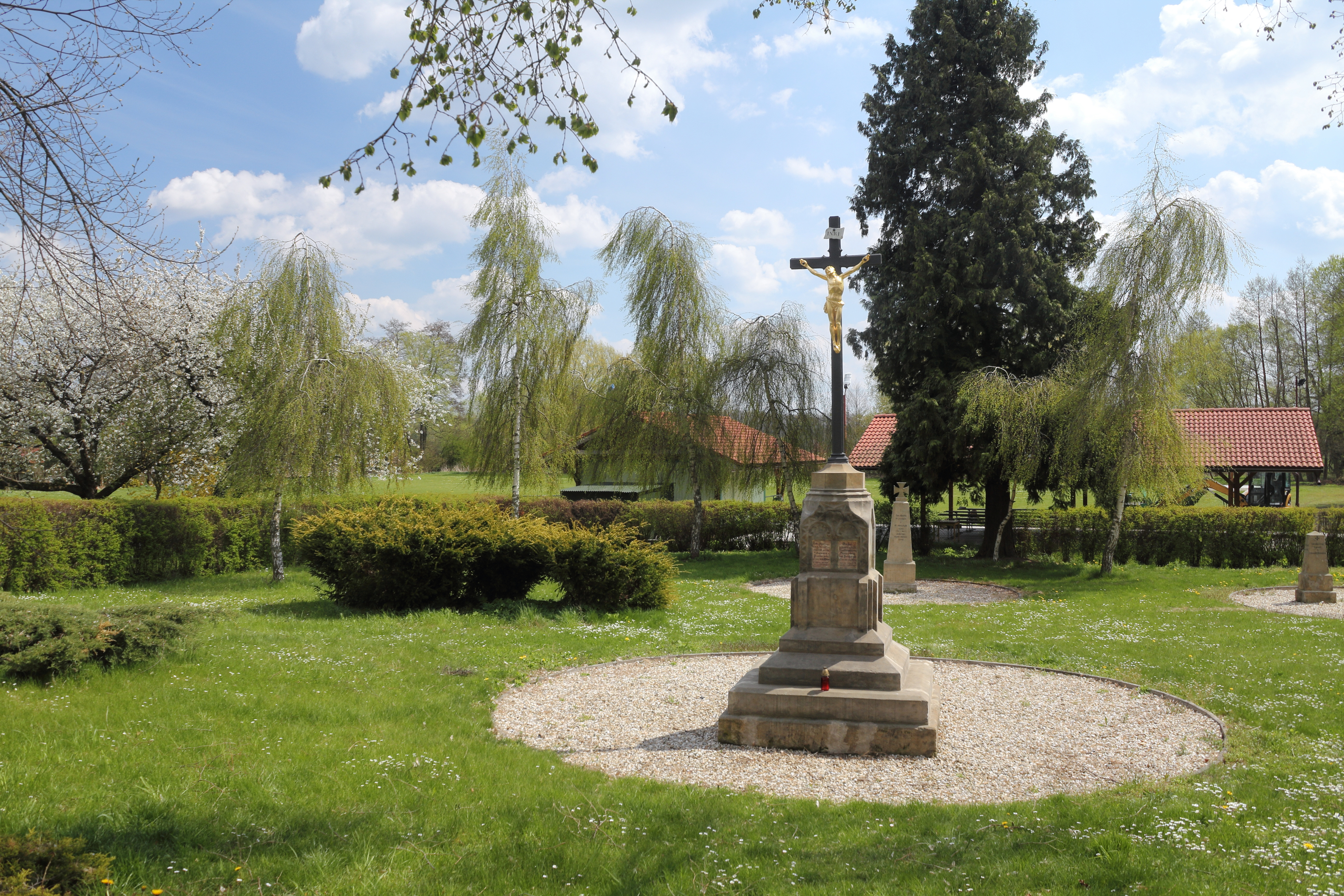
Svijanský vojenský hřbitov padlým v bitvě u Podolí